# Microtityus difficilis
Espèce
Microtityus difficilis est une espèce de scorpions de la famille des Buthidae.

## Distribution
Cette espèce est endémique de la province de Holguín à Cuba. Elle se rencontre vers Moa.

## Description
Le mâle holotype mesure 12,58 mm et la femelle paratype 13,93 mm.

## Publication originale
- Teruel & Armas, 2006 : « Un nuevo Microtityus Kjellesvig-Waering, 1966 (Scorpiones: Buthidae) de Cuba Oriental. » Boletín de la Sociedad Entomológica Aragonesa, no 38, p. 113-116 (texte intégral).